# Bildungswerk der Niedersächsischen Wirtschaft
Das Bildungswerk der Niedersächsischen Wirtschaft gGmbH (BNW) wurde im Jahr 1969 von niedersächsischen Unternehmensverbänden gegründet. Das Angebot der BNW umfasst die Aus- und Fortbildung von Berufseinsteigern und Arbeitnehmern. Für Unternehmen sowie öffentliche Auftraggeber bietet das BNW mit derzeit rund 1100 Mitarbeitern an 57 Standorten in Niedersachsen Fortbildungs- und Qualifizierungsmaßnahmen sowie Seminare und Workshops an.

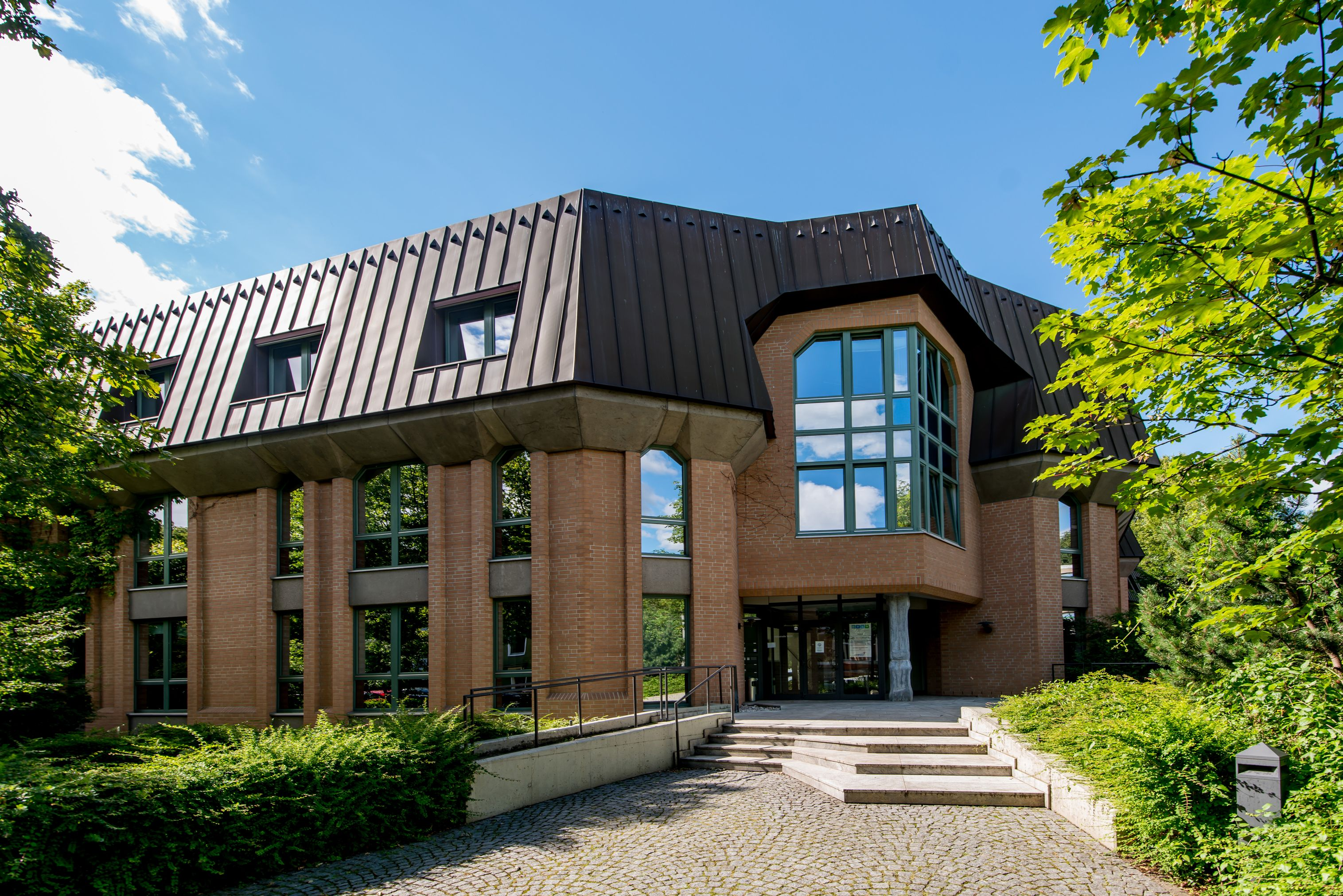
Standort Höfestraße des Bildungswerks der Niedersächsischen Wirtschaft

## Geschichte
Gegründet wurde das BNW im Jahr 1969 als Verein vom Institut der Norddeutschen Wirtschaft, von den Unternehmerverbänden Niedersachsen, der Allgemeinen Arbeitgebervereinigung Hannover und Umgebung sowie von NiedersachsenMetall, dem Arbeitgeberverband der Metallindustriellen Niedersachsens. Das Ziel war zunächst, ein eigenes Weiterbildungsinstitut für Mitgliedsunternehmen und deren Mitarbeiter zu schaffen.
Die Umwandlung des Bildungswerkes vom gemeinnützigen Verein zur gemeinnützigen GmbH im Jahr 1993/94 geschah wegen der wirtschaftlichen Eigenaktivitäten: Das BNW hält Beteiligungen an der Demografieagentur für die Wirtschaft GmbH und an Nordbildung, Bildungsverbund für die Metall- und Elektroindustrie gGmbH. Seit 1988 ist das BNW Mitglied im Niedersächsischen Bund für freie Erwachsenenbildung e.V. (nbeb).

## Schwerpunkte

### Schule
Lehrer erhalten beim BNW Fortbildungen mit Blick auf die berufsvorbereitende Unterrichtsgestaltung sowie Informationen über Ausbildungs- und Studienmöglichkeiten der Schüler. Im Jahr 2018 nahmen 1239 Lehrkräfte und Schulleiter an Fortbildungen teil.

### Berufliche Orientierung
Für Schüler werden Praxistage, Betriebsbesuche und Bewerbungstrainings ab der 8. Jahrgangsstufe angeboten. Planspiele, zum Beispiel das "Management Information Game" (MIG), bei dem Schüler in die Rolle von Managern wechseln, sollen Einblicke in betriebs- und volkswirtschaftliche Prozesse vermitteln. 20700 Schüler nahmen 2018 an den Angeboten zur beruflichen Orientierung und etwa 1500 Jugendliche an Projekten zur Berufsvorbereitung teil. Referenten des Bildungswerks informieren auf regionalen Jobmessen.

### Arbeitsmarkt
Berufliche Fortbildungen wie CNC-Qualifizierungen, Reha-Maßnahmen und Sprachkurse für Zuwanderer und Flüchtlinge sind Teil der Arbeitsmarktdienstleistungen, die das BNW erbringt. Dazu gehören auch Umschulungsmaßnahmen: 1989 wurden erstmals arbeitslose Geisteswissenschaftler, Lehrer und Soziologen für die Anforderungen in Maschinenbaubetrieben geschult. Die Qualifizierung von Fachkräften aus dem EU-Ausland für den deutschen Arbeitsmarkt, die Wiedereingliederung von Arbeitnehmern nach der Familienphase sowie die berufliche Rehabilitation sind Teil der Integrationsmaßnahmen. Sogenannte Inklusionslotsen des BNW beraten Unternehmen mit behinderten Mitarbeitern.

### Seminare und Lehrgänge
Den offenen Seminaren, Veranstaltungen und Lehrgängen (zum Beispiel zum Thema "Digitalisierung der Arbeitswelt") stehen Ausbildungsverbunde mit Unternehmen entgegen. Zu den auch von Konzernen belegten Fortbildungskursen des BNW gehören Qualifizierungsmaßnahmen im EDV-Bereich, spezielle Führerscheine, Englischkurse, Führungsthemen, Personalmanagement, Arbeitsrecht und Einkauf.

## Leitung und Gesellschafter
Die Geschäftsführung des BNW wird von Tobias Lohmann und Jens Kellerbach wahrgenommen. Dem Aufsichtsrat gehören Bernd Mundt (Vorsitzender), Andreas Strutz (stv. Vorsitzender), Carl van Dyken, Natalia Kontsour-Selivanov, Birte Löhmann, Daniel Ackermann und Sven Vogt an (Stand 2023). Das Bildungswerk gliedert sich in acht Regionen und hat 57 Standorte in Niedersachsen und wird von den folgenden 24 Gesellschaftern getragen:
- Allgemeine Arbeitgebervereinigung Hannover und Umgebung e. V.
- Arbeitgeberverband Region Braunschweig e. V.
- Allgemeiner Arbeitgeberverband Harz e. V.
- Arbeitgeber- und Wirtschaftsverband Jade e. V.
- Bundesverband Erdgas, Erdöl und Geoenergie e. V.
- ChemieNord – Arbeitgeberverband für die Chemische Industrie in Norddeutschland e. V.
- Arbeitgeberverband Stade Elbe-Weser-Dreieck e. V.
- Arbeitgeberverband der Unternehmen im Weserbergland (AdU) e. V.
- Arbeitgeberverband Lüneburg – Nordostniedersachsen e. V.
- Arbeitgeberverband für Ostfriesland und Papenburg e. V.
- Arbeitgeberverband Mitte e. V.
- Arbeitgeberverband Oldenburg e. V.
- Brauereiverband Niedersachsen / Sachsen-Anhalt / Bremen e. V.
- Genossenschaftsverband – Verband der Regionen e. V.
- Industrieller Arbeitgeberverband Osnabrück – Emsland – Grafschaft Bentheim e. V.
- Institut der Norddeutschen Wirtschaft e. V. (INW)
- Landesverband des Kraftfahrzeuggewerbes Niedersachsen-Bremen e. V.
- Landesverband Niedersachsen und Bremen der holz- und kunststoffverarbeitenden Industrie e. V.
- Unternehmerverbände Niedersachsen e. V. (UVN)
- Nordmetall – Verband der Metall- und Elektroindustrie e. V.
- Verband der Ernährungswirtschaft e. V. – VdEW, Niedersachsen – Bremen – Sachsen-Anhalt
- NiedersachsenMetall – Verband der Metallindustriellen Niedersachsens e. V.
- Verband Nord- und Ostdeutscher Papierfabriken e.V.
- Verband Papier, Pappe und Kunststoff verarbeitende Industrie Norddeutschlands e. V.

## Auszeichnungen
- Niedersächsischer Integrationspreis 2017[29]
- Niedersächsischer Integrationspreis 2020